# Parazitární infekce ptáků
Parazitární infekce ptáků jsou poměrně časté. Podle původce se rozlišují protozoózy (onemocnění vyvolané jednobuněčnými eukaryotními organismy), helmintózy (onemocnění vyvolané červy) a artropodózy (onemocnění vyvolané členovci).
Výskyt parazitóz u ptáků záleží na způsobu jejich života - u volně žijících ptáků a u ptáků chovaných z obliby nebo v zajetí, kteří přicházejí do kontaktu s přírodou, jsou parazitózy mnohem častější než na příklad u kura domácího, chovaného téměř v izolaci v podmínkách intenzivních velkochovů. Parazitární infekce a jimi vyvolávaná onemocnění jsou rozšířena celosvětově, jiná se vyskytují pouze v určitých klimatických pásmech nebo oblastech. Existují také tzv. oportunní parazité, kteří vyvolávají onemocnění pouze za určitých okolností u oslabených jedinců (např. stresem, imunosupresí apod.). Diagnostika parazitóz je v porovnání s jinými infekčními agens zpravidla mnohem jednodušší, stejně tak jejich léčba i prevence.